# Љубија (Приједор)
Љубија је градић у граду Приједор, Република Српска, БиХ.

## Историја
Рударења је овде било још у римском и османском времену, а радови на модерној експлоатацији гвоздене руде су започели концем 1916. Експлоатација је 1939. износила око 500.000 тона руде.
Рудари су подигли споменик краљу Александру I Карађорђевићу, откривен 8. септембра 1935.
По попису становништва из 1991. године, Љубија је имала 3.945 становника. До 1963. године била је и центар општине, која је обухватала 29 насеља, а затим је подијељено између општина Приједор и Сански Мост. У састав општине Приједор ушла су насељена мјеста: Бришево, Цикоте, Доња Равска, Доњи Волар, Горња Равска, Горњи Волар, Југовци, Калајево, Љескаре, Љубија, Миска Глава, Раљаш, Шурковац, Тисова и Жуне. У састав општине Сански Мост ушла су насељена мјеста: Батковци, Будимлић Јапра, Дуге Њиве, Гаревица, Хадровци, Халиловци, Марини, Мркаљи, Овањска, Подвидача, Слатина, Стара Ријека, Стари Мајдан и Зенковићи.

### Други свјетски рат
Први август 1941. године био је „крвав и никад не заборављен за Србе у Љубији. Дан који је крвавим словима записан на страницама наше и светске историје. Тог дана рано изјутра Срби у Љубији су осетили неко комешање у муслиманској чаршији. Око 7 сати изјутра из рудника је прошао један камион пун Срба, зауставио се пред православном црквом. Усташе су свукле Србе са камиона и ту их на месту поубијали. То је био знак за почетак хапшења и убијања Срба. Неке грађане похапшене у Љубији водили су према руднику и страшно их тукли да се њихов врисак чуо делеко. Дотерали су их до једне шумице и ту стрељали. Пре убиства су их свукли голе и опљачкали. После тога су се усташе вратиле у варош и одвеле Ристу Средића и Перу Кондића; Средићу су стомак распорили, а Кондића који је тешко рањен нашао је Хасан Елказ из Исламске Љубије. Кондић је од њега тражио мало воде. Али уместо да га напоји он га је дотукао секиром и затим опљачкао. Убијање Срба у Љубији трајало је цео дан. Тога дана изјутра Суљо Хасанагић је одржао збор у Исламској Љубији и позвао „све вјерне синове и кћери НДХ (католике и муслимане) да се они који немају ватреног оружја наоружају вилама, секирама и мотикама, блокирају Љубију и спрече да им који Србин не утекне.
И у православној Љубији срез Приједор у првој половини августа 1941. издата је наредба да се преостали Срби морају покрстити. Због тога су 6. септембра рано изјутра ожалошћене Српкиње са децом кренуле за село Шурковац жупнику Фра Босиљку Губићу. Чим су тамо стигли жупник их је све редом увео у матицу исповедио их а затим обавио покатоличавање. „Руку са три прста ставили су на неку католичку књигу на латинском (а не на нашем) језику и за жупником су говориле неке непознате речи. Затим су причешћени са хостијом. По изласку из цркве све жене су као по договору избациле хостију из уста. После завршеног церемонијала жупник им је одржао кратку придику о томе шта значи католичка вера и црква“.

## Становништво
|                      | 2013.          | 1991.           | 1981.           | 1971.           | 1961.           |
| Укупно               | 2 150 (100,0%) | 3 945 (100,0%)  | 4 325 (100,0%)  | 4 674 (100,0%)  | 4 218 (100,0%)  |
| Бошњаци              | 1 010 (46,98%) | 2 123 (53,81%)1 | 2 209 (51,08%)1 | 2 585 (55,31%)1 | 1 574 (37,32%)1 |
| Срби                 | 875 (40,70%)   | 465 (11,79%)    | 639 (14,77%)    | 1 088 (23,28%)  | 1 266 (30,01%)  |
| Хрвати               | 145 (6,744%)   | 675 (17,11%)    | 622 (14,38%)    | 757 (16,20%)    | 599 (14,20%)    |
| Неизјашњени          | 60 (2,791%)    | –               | –               | –               | –               |
| Муслимани            | 19 (0,884%)    | –               | –               | –               | –               |
| Остали               | 11 (0,512%)    | 87 (2,205%)     | 42 (0,971%)     | 38 (0,813%)     | 13 (0,308%)     |
| Југословени          | 10 (0,465%)    | 595 (15,08%)    | 776 (17,94%)    | 162 (3,466%)    | 693 (16,43%)    |
| Роми                 | 6 (0,279%)     | –               | –               | –               | –               |
| Босанци              | 5 (0,233%)     | –               | –               | –               | –               |
| Босанци и Херцеговци | 2 (0,093%)     | –               | –               | –               | –               |
| Православци          | 2 (0,093%)     | –               | –               | –               | –               |
| Непознато            | 2 (0,093%)     | –               | –               | –               | –               |
| Црногорци            | 1 (0,047%)     | –               | 11 (0,254%)     | 8 (0,171%)      | 23 (0,545%)     |
| Македонци            | 1 (0,047%)     | –               | 5 (0,116%)      | 6 (0,128%)      | 5 (0,119%)      |
| Украјинци            | 1 (0,047%)     | –               | –               | –               | –               |
| Словенци             | –              | –               | 11 (0,254%)     | 25 (0,535%)     | 36 (0,853%)     |
| Албанци              | –              | –               | 10 (0,231%)     | 2 (0,043%)      | 5 (0,119%)      |
| Мађари               | –              | –               | –               | 3 (0,064%)      | 4 (0,095%)      |

1. 1 На пописима од 1971. до 1991. Бошњаци су пописивани углавном као Муслимани.

## Привреде
У околини Љубије се налази рудник гвожђа.